# Fire and Ice (datorspel)
Fire and Ice är ett spel utvecklat av Graftgold för Amiga och Amiga CD32. Det släpptes 1992. Målet med spelet är att vid varje bana nå utgångsdörren och låsa upp den. För att göra det behövs en nyckel som består av olika delar. Monster släpper de olika delarna när de dödas av spelaren vilket betyder att spelaren måste hitta och döda alla monster i banorna. 